# Kneehill County
Das Kneehill County ist einer der 63 „municipal districts“ in Alberta, Kanada. Der Verwaltungsbezirk gehört zur „Census Division 6“ und ist er Teil der Region Zentral-Alberta. Der Bezirk als solches wurde zum 9. Dezember 1912 eingerichtet (incorporated als „Rural Municipality of Carbon No. 278“) und sein Verwaltungssitz befindet sich in der Kleinstadt Three Hills.
Der Verwaltungsbezirk ist für die kommunale Selbstverwaltung in den ländlichen Gebieten sowie den nicht rechtsfähigen Gemeinden, wie Dörfern und Weilern und Ähnlichem, zuständig. Für die Verwaltung der Kleinstädte (englisch Town) in seinen Gebietsgrenzen ist er nicht zuständig.

## Lage
Der „Municipal District“ liegt im Zentrum der kanadischen Provinz Alberta. Zwischen Calgary und Edmonton gelegen, liegt er am Rande der kanadischen Badlands. Nach Osten wird der Bezirk über weite Strecken vom Red Deer River begrenzt. Während im Südosten die Bezirksgrenze erst über eine kurze Strecke dem Rosebud River folgt, bildet dann für eine längere Strecke der Alberta Highway 9 die Grenze.
Die Hauptverkehrsachsen des Bezirks sind der in Nord-Süd-Richtung verlaufende Alberta Highway 21 sowie die in Ost-West-Richtung verlaufenden Alberta Highway 9 und Alberta Highway 27.
Mit dem Dry Island Buffalo Jump Provincial Park befindet sich einer der Provincial Parks in Alberta im Bezirk.
|                      | Red Deer County                             |                  |
| Mountain View County | Kompassrose, die auf Nachbargemeinden zeigt | Starland County  |
| Rocky View County    |                                             | Wheatland County |

## Bevölkerung
| Jahr | Erhebung          | Einwohner | Änderung | Fläche (km²) | Bev.-dichte (EW/km²) |
| ---- | ----------------- | --------- | -------- | ------------ | -------------------- |
| 2016 | Volkszählung 2016 | 5001      | + 1,6 %  | 3381,02      | 1,5                  |
| 2011 | Volkszählung 2011 | 4921      | - 5,7 %  | 3380,04      | 1,5                  |

## Gemeinden und Ortschaften
Folgende Gemeinden liegen innerhalb der Grenzen des Verwaltungsbezirks:
- Stadt (City): keine
- Kleinstadt (Town): Three Hills, Trochu
- Dorf (Village): Acme, Carbon, Linden
- Weiler (Hamlet): Bircham, Hesketh, Huxley, Sunnyslope, Swalwell, Torrington, Wimborne

Außerdem bestehen noch weitere, noch kleinere Ansiedlungen und zahlreiche Einzelgehöfte. Weiterhin liegen im Bezirk auch mehrere Kolonien der Hutterer. Diese Kolonien haben eine dorfähnliche Struktur und in der Regel 100 bis 150 Einwohnern. 